# William A. Wheeler
William Almon Wheeler (Malone, Nova Iorque, 30 de junho de 1819 – 4 de junho de 1887) foi um membro da Câmara dos Representantes de Nova Iorque e o 19º Vice-presidente dos Estados Unidos, durante o mandato do presidente Rutherford B. Hayes.

## Início da vida e Carreira
Wheeler nasceu em Malone, Nova Iorque, e participou da Franklin Academy e a Universidade de Vermont, embora preocupações monetárias forçaram-no a abandonar os estudos antes mesmo de se graduar. Ele foi admitido ao bar em 1845, praticou direito em Malone, serviu como procurador de distrito para o Condado de Franklin de 1846 a 1849. Wheeler tornou-se um membro da Assembleia do Estado de Nova Iorque em 1850 e 1851 e membro do Senado do estado de 1858 a 1860. Ele foi eleito como um Republicano para o Trigésimo Sétimo Congresso dos Estados Unidos de 4 de março de 1861 a 4 de março de 1863). Também foi presidente da Convenção Constitucional do Estado de Nova Iorque de 1867 a 1868, e foi eleito para os Quadragésimo Primeiro e Quadragésimo Terceiro Congressos sucessivos de 4 de março de 1869 a 4 de março de 1877.